# Яръмбургаз
„Яръмбургаз“ (на турски: Yarımburgaz) е квартал на Истанбул, разположен в градска околия Кючюкчекмедже. Общата му площ е 5,2 км2. Според данни на Адресната система за регистриране на населението (ABPRS) към 2023 г. населението на „Яръмбургаз“ е 8998 жители.